# Brieuil-sur-Chizé
Brieuil-sur-Chizé és un municipi francès situat al departament de Deux-Sèvres i a la regió de la Nova Aquitània. L'any 2007 tenia 122 habitants.

## Demografia

### Població
El 2007 la població de fet de Brieuil-sur-Chizé era de 122 persones. Hi havia 24 famílies de les quals 4 eren unipersonals (4 homes vivint sols), 12 parelles sense fills i 8 parelles amb fills.
La població ha evolucionat segons el següent gràfic:
Habitants censats

### Habitatges
El 2007 hi havia 37 habitatges, 26 eren l'habitatge principal de la família, 5 eren segones residències i 6 estaven desocupats. 34 eren cases i 3 eren apartaments. Dels 26 habitatges principals, 20 estaven ocupats pels seus propietaris, 5 estaven llogats i ocupats pels llogaters i 1 estava cedit a títol gratuït; 3 tenien dues cambres, 4 en tenien tres, 4 en tenien quatre i 15 en tenien cinc o més. 23 habitatges disposaven pel capbaix d'una plaça de pàrquing. A 12 habitatges hi havia un automòbil i a 14 n'hi havia dos o més.

### Piràmide de població
La piràmide de població per edats i sexe el 2009 era:
| Homes | Edats   | Dones |
| ----- | ------- | ----- |
| 0     | 95 o +  | 4     |
| 0     | 90 a 94 | 0     |
| 4     | 85 a 89 | 0     |
| 0     | 80 a 84 | 0     |
| 0     | 75 a 79 | 4     |
| 4     | 70 a 74 | 0     |
| 0     | 65 a 69 | 0     |
| 0     | 60 a 64 | 0     |
| 0     | 55 a 59 | 0     |
| 0     | 50 a 54 | 0     |
| 4     | 45 a 49 | 0     |
| 0     | 40 a 44 | 4     |
| 0     | 35 a 39 | 0     |
| 4     | 30 a 34 | 4     |
| 4     | 25 a 29 | 4     |
| 0     | 20 a 24 | 0     |
| 4     | 15 a 19 | 4     |
| 0     | 10 a 14 | 0     |
| 0     | 5 a 9   | 0     |
| 4     | 0 a 4   | 4     |

## Economia
El 2007 la població en edat de treballar era de 55 persones, 29 eren actives i 26 eren inactives. De les 29 persones actives 28 estaven ocupades (15 homes i 13 dones) i 1 aturada (1 dona i 1 dona). De les 26 persones inactives 11 estaven jubilades, 4 estaven estudiant i 11 estaven classificades com a «altres inactius».
Activitats econòmiques
Dels 2 establiments que hi havia el 2007, 1 era d'una empresa de serveis i 1 d'una entitat de l'administració pública.
L'any 2000 a Brieuil-sur-Chizé hi havia 10 explotacions agrícoles que ocupaven un total de 903 hectàrees.

## Equipaments sanitaris i escolars
L'únic equipament sanitari que hi havia el 2009 era un hospital de tractaments de mitja durada (seguiment i rehabilitació).

## Poblacions més properes
El següent diagrama mostra les poblacions més properes.